# رجا رام
رجا رام (بالإنجليزية: Raja Ram)‏ هو موسيقي أسترالي، ولد في 18 ديسمبر 1941 في ملبورن في أستراليا.

## وصلات خارجية
- رجا رام على موقع ميوزك برينز (الإنجليزية)
- رجا رام على موقع أول ميوزيك (الإنجليزية)
- رجا رام على موقع ديسكوغز (الإنجليزية)
- رجا رام على موقع ديسكوغز (الإنجليزية)